# ドゥシャン・ルジック
ドゥシャン・ルジック（Dushan Ruzic、1982年1月5日 - ）は、オーストラリア連邦ノーザンテリトリー準州ダーウィン出身のプロ野球選手（投手）。右投右打。
「日豪親善 野球日本代表最終強化試合」の際は、デュシャン・ルジッチと表記された。

## 経歴

### MLB傘下時代
2005年から2007年までMLBの傘下でプレーしていた。
2007年オフの11月に「日豪親善 野球日本代表最終強化試合」のオーストラリア代表に選出された。

### オランダ球界時代
2008年にホーフトクラッセのDOORネプテューヌスに入団した。
2009年もネプテューヌスでプレーした。
2010年限りで退団した。

### リミニ時代
2011年はイタリアンベースボールリーグのリミニ・ベースボールクラブでプレーした。同年限りで退団した。

### オランダ球界復帰
2012年は古巣のDOORネプテューヌスに復帰した。同年限りで退団した。

### ネプテューヌス退団後
2013年3月に開催された第3回WBCのオーストラリア代表に選出された。
2016年6月6日に第28回ハーレムベースボールウィークのオーストラリア代表に選出された。
2017年2月9日に第4回WBC本戦のオーストラリア代表に選出された。
2019年、プレミア12のオーストラリア代表に選手された。

## 選手としての特徴
- 投法はサイドスローである。

## 詳細情報

### 代表歴
- 日豪親善 野球日本代表最終強化試合 オーストラリア代表
- 2013 ワールド・ベースボール・クラシック・オーストラリア代表
- 2016 ハーレムベースボールウィーク オーストラリア代表
- 2017 ワールド・ベースボール・クラシック・オーストラリア代表
- 2019 WBSCプレミア12 オーストラリア代表